# Wspomnienie Najświętszego Imienia Maryi
Wspomnienie Najświętszego Imienia Maryi – Wspomnienie liturgiczne, przypadające w Kościele katolickim 12 września. 
W tym dniu wierni rozważają przywileje nadane Maryi przez Boga i wszystkie łaski, jakie otrzymali od Boga za Jej pośrednictwem i wstawiennictwem, wzywając Jej Imienia.

## Geneza święta
Po raz pierwszy w liturgii zaczęto czcić imię Maryi w Hiszpanii, w diecezji Cienca, która otrzymała pozwolenie Stolicy Apostolskiej w roku 1513 na obchód święta poświęconego Imieniu Matki Zbawiciela (wówczas święto to było celebrowane 15 września, w oktawę święta Narodzenia Maryi). Największą jednak popularność miało to święto w Polsce, Austrii i Niemczech. Wiązało się to ze zwycięstwem króla polskiego Jana III Sobieskiego nad Turkami pod Wiedniem w 1683 r. Król Jan Sobieski był wielkim czcicielem Maryi. W drodze na odsiecz wiedeńską zatrzymał się na modlitwę w sanktuarium maryjnym w Piekarach Śląskich. W dniu Narodzenia Maryi wojska polskie przybyły pod Wiedeń. 12 września król wraz z wojskiem polskim był na mszy na Kahlenbergu, służył do mszy, przyjął Komunię Świętą i na chorągwiach rycerskich polecił wypisać imię Maryja. Z takim też okrzykiem wojska polskie ruszyły do bitwy z Turkami. Po zwycięskiej bitwie król napisał do papieża Innocentego XI: „Przyszliśmy, zobaczyliśmy. Bóg zwyciężył”. Innocenty XI, wdzięczny Bogu za zwycięstwo wiedeńskie przez przyczynę Matki Bożej, rozszerzył ten obchód na cały Kościół i wyznaczył go na niedzielę po święcie Narodzenia Maryi; data wypadania tego święta obowiązywała do 1911 roku, kiedy to papież Pius X przeniósł je na 12 września. Obecnie (od 1960 r.) obchód Najświętszego Imienia Maryi ma rangę tylko wspomnienia dowolnego. W archidiecezji białostockiej dzień 12 września jest uroczystością tytułu kościoła w dwóch świątyniach: w kościele pomocniczym w Białymstoku - Starosielcach oraz w Zawykach (kaplica należąca do parafii Suraż).